# Економіст

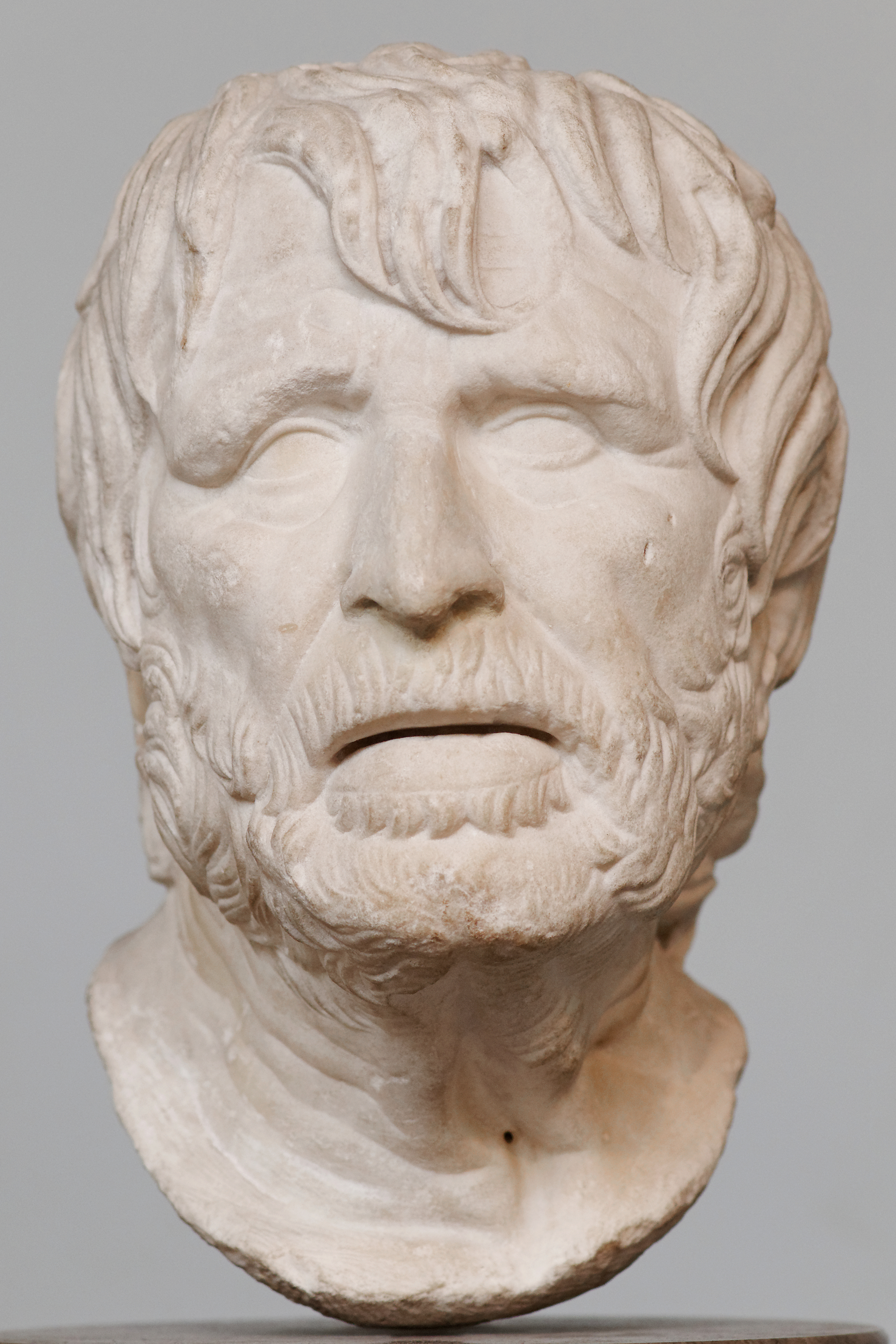
Гесіод - "перший економіст" за свідченням деяких істориків економіки.

Економіст — фахівець у галузі економіки, експерт з економічних питань.
Економістами називають як учених (спеціалістів у сфері економічної науки), так й практиків, які працюють у галузі дослідження, планування і управління господарською діяльністю. Економістом також називають людину, яка пише статті, програми та інші матеріали з економічної політики.
Економіст на підприємстві здійснює розробку системи бюджетування, контролює виконання бюджету, веде періодичну й управлінську звітність.

## Рід діяльності
Економісти працюють в фінансових, планових і статичних органах. Планують, організовують і аналізують діяльність підприємств. Перевіряють і складають документи періодичної звітності. Систематизують і узагальнюють статистичну інформацію.

### Категорії економістів
Економісти поділяються на:
- економістів-фінансистів;
- економістів-бухгалтерів;
- економістів-аналітиків;
- економістів з праці[1].

Крім того існують економісти-теоретики, які професійно займаються вивченням і розробкою економічної теорії, серед яких можна виокремити економічних істориків. 
Також можна виділити викладачів економічної теорії та прикладних економічних наук.
|                                                                            | Економіст ніколи не повинен бути вузьким фахівцем. Вивчаючи будь-яку проблему, він завжди повинен орієнтуватися на систему у цілому. |
| — Людвіг фон Мізес. Людська діяльність: Трактат з економічної теорії, 1949 | |

### Становище з економістами в Україні
Через зменшення кількості підприємств і скорочення працівників, економісти в Україні перебувають у тяжкому стані. Нові підприємства, що працюють на споживача, потребують фахівців здатних проводити цілеспрямовану економічну діяльність, що ґрунтуються на врахуванні особливостей окремих підприємств.

## Економісти та економічний спосіб мислення
Слід відрізняти економістів за фахом та осіб з економічним способом мислення. Економіст за фахом може не мати економічного способу мислення. Особа з економічним способом мислення може не володіти прикладними навичками у якійсь із функціональних сфер економіки (фінансовий аналіз, бухоблік), тобто не належати до якоїсь з категорій прикладних економістів, а бути, наприклад, економістом-теоретиком. При цьому статус економіста-теоретика не гарантує наявність економічного способу мислення.
Фредерік Бастіа про бачення економістів:
Поганий економіст відрізняється від доброго тим, що перший керується лише наслідками, які видно, а другий бере до уваги і те, що видно, і всі ті наслідки, які необхідно передбачити.

## Економісти-засновники економічної науки
Вважається, що засновником сучасної економічної науки є шотландський економіст Адам Сміт (1723 - 1790), який у своїй головній роботі "Дослідження про природу і причини багатства народів" (1776) виклав основні тези сучасної економічної теорії. Разом з тим, історія зберігла відомості й про інших творців економічної науки. Відповідно до часу та етапів формування сучасної економічної теорії, їх зазвичай поділяють на такі основні групи і "економічні школи":
- Економісти античності
- Економісти-меркатилісти
- Економісти-фізіократи
- Економісти класичної школи
- Неокласичні економісти
- Економісти-кейнсіанці
- Економісти чиказької школи
- Економісти австрійської школи
- Інституціональні економісти

## Економічні наукові школи
Як правило, коли говорять про діяльність того чи іншого видатного економіста-теоретика, згадують «школу», до якої він належить, виходячи з його поглядів. Крім вищенаведених основних «економічних шкіл», існує величезна кількість інших, у назві яких присутні:  
- концептуально-історична ознака (меркантилісти, фізіократи);
- географічна ознака (австрійська, лозаннська, кебриджська),
- концептуально-методологічна (інституціональна, поведінкова, теорія ігор)
- ім'я видатного економіста-засновника школи (Джон Кейнс).

## Популяризатори економічної науки

### Фредерік Бастіа
Фредерік Бастіа (1801–1850) —  французький економіст, економіст-журналіст, можливо, перший популяризатор економічної науки у новій історії. Відомість популяризатора економічної науки отримав через серію статей, присвячену, зокрема, критиці протекціонізму. Робота Фредеріка Бастіа "Що видно й чого не видно" (Ce qu'on voit et ce qu'on ne voit pas) й на сьогоднішній день є актуальною для пояснення економічного способу мислення. Йозеф Шумпетер змалював Ф. Бастіа як «найяскравішого економічного журналіста поміж усіх, хто будь-коли жив». 

### Генрі Гацліт
Генрі Гацліт (1894–1993) — американський економіст, журналіст, автор статей з економіки у The Wall Street Journal, The New York Times, Newsweek, та The American Mercury. Популяризатор ідей Австрійської школи, особисто товаришував з Людвігом фон Мізесом. Автор 25 книг з економіки. Найбільш відома книга Г. Гацліта "Економіка за один урок" (1946), яка й сьогодні є популярним поясненням принципів економіки. Гацліт також виклав ґрунтовну критику ідей кенсіанства у книзі «Крах нової економічної теорії» (1959).

### Мілтон Фрідман
Мілтон Фрідман (1912–2006) — американський вчений-економіст, лауреат Премії з економіки пам'яті А. Нобеля (1976). Провідний представник Чиказької школи економіки. Крім наукових праць, видавав науково-популярні, серед яких найбільш відомими є «Капіталізм і свобода» (1962) та «Свобода вибору» (1980). Вів активну просвітницьку діяльність. Зняв серію телепередач, в яких пояснював принципи економічної свободи. До своїх телепередач запрошував відомих особистостей, зокрема у 1990 р. вступ до його телепередач робили Рональд Рейган та Арнольд Шварценеггер.

### Леонард Рід
Леонард Рід (1898–1983) — економіст, засновник Фонду економічної освіти (англ. Foundation for Economic Education), опублікував у 1958 р. есе "Я, Олівець" (англ. I, Pencil), яке  написано від першої особи з точки зору олівця. Олівець "розповідає" подробиці свого створення, перелічуючи свої складові (кедр, лак, графіт, металевий обідок, пемза, віск, клей) та різних людей, залучених до його створення, аж до прибиральника на фабриці та комірника, який керує постачаннями в порт. Есе наочно показує, як ринок узгоджує діяльність багатьох людей у різних місцях світу.  

### Том Бетелл
Том Бетелл (1936–2021) — американський журналіст, який писав переважно на економічні та наукові теми. Найвідоміша його робота — книга «Найблагородніший тріумф: власність і процвітання протягом століть» (1998).

## Історики економічної науки

### Александер Ґершенкрон
Александер Ґершенкрон (1904–1978) — народжений в Одесі, американський історик економіки єврейського походження. Професор Гарвардського університету, вишкіл отримав в школі економіки Віденського університету. Його ранні роботи зосередженні на економічному розвитку в СРСР та Східній Європі.   

### Марк Блауг
Марк Блауг (1927–2011) — американський і британський економіст голландського походження, відомий історик економічної думки. Відомий двома своїми основними роботами: «100 Великих економістів після Кейнса» (1985) і «Великі економісти до Кейнса» (1986), а також працями з історії та методології економічної науки.  

### Мюррей Ротбард
Мюррей Ротбард (1926–1995) — американський економіст, представник Австрійської школи в економічній науці, один з послідовників традиції Людвіґа фон Мізеса. Виступав за свободу підприємництва і невтручання держави в економічну діяльність. Є автором 2-х томної роботи "Економічна думка в австрійській перспективі" (An Austrian Perspective on the History of Economic Thought, (2 vol.), Edward Elgar Publishers, 1995, ISBN 0-945466-48-X; full text reprints Vol. 1: Economic Thought Before Adam Smith and Vol. 2: Classical Economics, Ludwig von Mises Institute, 2009.)  

## Економісти і суспільний прогрес

### Роль економістів у промисловій революції
Людвіг фон Мізес так описав значення економічних вчень для промислової революції: "Саме ідеї класичних економістів ліквідували перешкоди, які створювалися столітніми законами, звичаями та упередженнями відносно технологічних покращень й звільнили геній реформаторів і новаторів від гамівних сорочок гільдій, опіки уряду та різноманітного суспільного тиску. Саме вони знизили престиж завойовників і експроприаторів й продемонстрували користь ділової активності для суспільства. Жодний з сучасних визначних винаходів не можливо б було використати, якби ментальність докапіталістичної епохи не була б до основини зруйнована економістами. Те, що зазвичай називають "промисловою революцією", є продуктом ідеологічної революції, спричиненою вченнями економістів. Економісти розірвали старі кайдани: що є нечесним і несправедливим здолати конкурента, виробляючи товари дешевше і якісніше; не можна відмовлятися від традиційних способів виробництва; машини - зло, тому, що спричинюють безробіття; однією із задач цивільного уряду є не допускати збагачення здібних бізнесменів і захищати менш здібних від конкуренції більш здібних; обмеження свободи підприємців за допомогою державного стримування або примусу зі сторони інших громадських сил є засобом для забезпечення добробуту нації. Британська політична економія і французька фізіократія були локомотивами сучасного капіталізму. Саме вони зробили можливим розвиток прикладних природничих наук на благо широких мас."

### «Чиказькі хлопці»
Група чилійських економістів, які в 1956–1970 роки навчались переважно в Чиказькому університеті, де на них вплинули ідеї Фрідріха фон Гаєка та Мілтона Фрідмана. Вони брали участь в розробці та втіленні економічних та соціально-політичних перетворень в Чилі під час правління Августо Піночета. Ці економісти були прибічниками вільного ринку, який вони намагались створити шляхом приватизації та дерегуляції.  
Через особливості політичних умов диктатури, докорінні перетворення вдавалось втілювати, спочатку, без особливого спротиву. Багато як критиків, так і прихильників реформ вважали їх важливим випробуванням в реальних умовах політики монетаризму та економічного лібералізму. Також економістів чиказької школи в інших країнах Латинської Америки, які мали деякий вплив, часто називають «чиказькими хлопчиками».

### Економісти і влада
|                                                                            | Неможливо зрозуміти історію економічної думки, якщо не звертати уваги на те, що економічна наука як така — це виклик зарозумілості можновладців. Економіст ніколи не може бути улюбленцем деспотів і демагогів. Для них він завжди баламут й чим більше вони внутрішньо переконані у його правоті, тим сильніше ненавидять його. |
| — Людвіг фон Мізес. Людська діяльність: Трактат з економічної теорії, 1949 | |

|                                                                            | Поява професії економіста — наслідок інтервенціонізму. Професійний економіст — це спеціаліст, який розробляє різноманітні заходи державного втручання у виробництво. Він є експертом у сфері економічного законодавства, яке сьогодні неодмінно спрямоване на створення перешкод на шляху дії ринкової економіки. |
| — Людвіг фон Мізес. Людська діяльність: Трактат з економічної теорії, 1949 | |

## Економічна освіта
Людвіг фон Мізес про кризу в економічній освіті, зокрема про викладання економічної теорії:
|                                                          | Те, що сьогодні викладається у більшості університетів під маркою економічної теорії, насправді є її запереченням. |
| — Людвіг фон Мізес. «Людська діяльність», 1949 (гл. XIV) | |

## «Солоноводні» та «прісноводні економісти»
Поділ на «солоноводних» та «прісноводних економістів» - жартівна класифікація економістів США, де існують ці два сучасних напрямки економічної думки, які оформилися з початку 1970-х років. Представники «прісноводної школи» - економісти, які поставили під сумнів наявний на той час консенсус щодо макроекономіки. Основними елементами їх підходу були те, що макроекономіка повинна бути динамічною, кількісною та ґрунтуватися на тому, як люди та установи ухвалюють рішення в умовах невизначеності. Їхні погляди відрізняються більшою економічною свободою, саме вони є засновниками монетаризму. Оскільки представники цього принципово нового підходу до макроекономіки були пов'язані з Університетом Карнегі-Меллона, Чиказьким університетом, Університетом Рочестера та Університетом Міннесоти, які розташовані ближче до Великих озер у містах Пітсбург, Чикаго, Рочестер та Міннеаполіс, їх назвали «прісноводною школою». Найвідоміший представник «прісноводних економістів» - Мілтон Фрідман, який представляє Чиказьку школу в економіці.
Мейнстрімний консенсус захищали насамперед економісти університетів та інших установ, розташованих поблизу східного та західного узбережжя США, таких як Берклі, Гарвард, MIT, Пенсільванський університет, Прінстон, Колумбія, Стенфорд та Єль. Тому їх часто називали «морськими школами» або «солоноводними економістами». 
«Солоноводні економісти» виступають за активнішу роль уряду в усуненні або протидії різного роду перешкодам, які заважають ринкам повернутися до стану рівноваги. «Прісноводні економісти» вважають, що політика уряду або буде неспроможною, або навіть може зашкодити («фіаско держави»).

## Анекдоти про економістів
- Якщо навчити папугу говорити "попит і пропозиція", то перед Вами буде економіст.
- Бог створив економістів, щоб на їхньому фоні добре виглядали синоптики.
- Економіст — людина, яка знає про гроші більше, ніж той, у кого вони є.
- Економіст — це спеціаліст, який завтра буде знати, чому сьогодні не сталося того, що він передбачував учора.
- Макроекономічний гумор — знаки після коми.